# إلين كوشنر
إلين كوشنر (بالإنجليزية: Ellen Kushner) (6 أكتوبر 1955، نيويورك في الولايات المتحدة)؛ مقدمة برامج إذاعية، كاتِبة، كاتبة للأطفال وروائية أمريكية.